# 実施権
日本の特許制度における実施権（じっしけん）は、業として特許発明を実施することができる権利である（特許法77条1項、特許法78条1項）。以下、特許法については、条名のみ記載する。

## 概要
特許法では、特許権者が業として特許発明の実施をする権利を専有すると規定している（68条）。したがって、原則特許権者以外の者が特許発明を実施することは、その特許権を侵害することとなる。しかし、発明の実施による技術普及の意味は大きいことから、特許法は、特許権者自らが実施しなくとも、他者に実施の権原を与える実施権の制度を設けている。
実施権には大別して専用実施権および通常実施権の2種類がある。いずれも業として特許発明を実施することができる権利であるが、専用実施権権は、独占排他的に実施できる物権的な権利であるのに対し、通常実施権者は独占排他性のない債権的な権利である（77条2項、78条2項）逐条20版(p280)。このことから、専用実施権と通常実施権は、以下の差異が生じる。
- 専用実施権の場合は同一範囲の専用実施権を複数の者に設定することはできない逐条20版(p278)が、通常実施権の場合は同時に同条件の通常実施権を複数の者に許諾できる逐条20版(p280)。

- 専用実施権を設定した場合、特許権者自身であっても専用実施権者に許諾した範囲では発明を実施できないが[2]、通常実施権の場合は通常実施権者に許諾した範囲であっても特許権者自身が発明を実施できる逐条20版(p280)。
- 専用実施権者には権利侵害の際の差止請求権、損害賠償請求権があるが、通常実施権者の場合は、差止請求権も損害賠償請求権も否定する立場が多数説である（後述する独占的通常実施権の場合を除く）高橋5版(p195)。

専用実施権と通常実施権は、主に特許権者からの設定・許諾で発生する。このような特許権者からの設定・許諾で発生する実施権を許諾による実施権高橋5版(p187)という。これは日常的な意味でのライセンス契約に相当する高橋5版(p187)。許諾による実施権者は、契約等で特許権者と実施権者が契約等で設定行為を行う。設定行為とは特許権者と専用実施権が契約等で決めるもので、実施権者が特許発明を実施できる場所、期間、内容等の範囲を自由に決めることができる（77条2項、78条）逐条20版 (p279,281)高橋5版(p188,192)が、数量制限は課すことは重畳的な制限を課すことになるのでできない 高橋5版(p189) 。実施権の設定・許諾は、対価がなくてもすることができる。
通常実施権は、その発生原因により、許諾による通常実施権、法定通常実施権、裁定実施権の3種類に分類される。法定通常実施権は特許権者や専用実施権者の意志とは関係なく、公益上の必要性や当事者間の衡平の為に法律の規定によって発生する高橋5版(p198)。裁定通常実施権は裁定という行政処分により強制的に設定される通常実施権のことで高橋5版(p187)、これらは有償か無償かなど、許諾による通常実施権とは多くの点で異なる高橋5版(p198)。また、特許出願の段階で設定・許諾する仮の専用実施権・通常実施権として、仮専用実施権・仮通常実施権がある。

## 専用実施権
専用実施権とは、設定行為で定めた範囲で、特許発明を独占的に実施できる権利である（77条）。ここで、専用実施権が共有に係る場合、特許発明の実施には、他の共有者の同意が必要である（94条6項で準用する73条2項）。
専用実施権は物権、すなわち、特許発明の実施を直接的に支配して使用、収益、処分できる排他的な権利であり高橋5版(p3)、誰にでも主張できる絶対的な権利である高橋5版(p3)。そのため、専用実施権を侵害した者に対して差止請求権、損害賠償請求権の行使をすることができるのは当然である逐条20版(p279)。
このことから、専用実施権が設定されている場合、特許権者自身も同じ条件で特許発明を実施することができない。したがって特許権者が特許発明を実施したい場合には専用実施権者から通常実施権を許諾してもらう必要がある高橋5版(p188)。また特許権者は自ら発明を実視できないのだから、通常実施権を設定する権利も失うものと解される高橋5版(p189)。
なお、専用実施権は設定されていても、特許権者は差止請求権、損害賠償請求権を失わない。また、特許権者は、専用実施権者の許諾がなくても特許権を譲渡できるが、譲渡前に専用実施権者が設定されていた場合は、譲渡後の新特許権者に対してその者の専用実施権は当然に認められる高橋5版(p189)。さらに、特許権者が特許権の放棄（97条１項）、訂正審判請求による特許発明の変更（127条）をする場合は、専用実施権者の許諾が必要となる。

### 権利の性質
専用実施権は用益物権であり逐条20版(p278)、これを土地の権利に例えれば、地上権に相当する逐条20版(p278)。物権類似の概念である地上権において、土地の所有者ですら地上権者の土地の利用を妨げられないのと同様高橋5版(p188)、物権類似の概念である専用実施権でもある地域・内容・期間に対して専用実施権を設定した場合は、特許権者自身ですら同じ条件で特許発明を実施できない高橋5版(p188)。
また、専用実施権の場合はその排他性から、場所、期間、内容が同一の条件を異なる二者に設定することはできない高橋5版(p190,192)。なお、東京都に限定されている専用実施権に従って販売されたものを第三者が購入して東京都以外で販売しても、消尽論の観点から、特許権侵害にはならない 高橋5版(p189) 。

### 発生
専用実施権は、特許権者による設定のみにより発生する（77条1項）。特許権者による専用実施権の設定方法は、特許権者との契約がほとんどであるが、単独行為である遺言、職務発明の使用者の規定高橋5版(p188)によっても設定することができる。なお、特許権が複数人で共有されている場合は、専用実施権の設定には共有者全員の同意が必要である（73条）。
専用実施権の設定は、特許原簿への登録が効力発生要件である（27条1項2号、98条1項2号）高橋5版(p188)。すなわち、特許原簿への登録をしなければ、第三者に対抗することができない高橋5版(p193)。登録の際には、専用実施権の設定範囲を申請書に明記する必要がある高橋5版(p188)。設定範囲が記載されていない場合は、無制限の専用実施権を認めたことになる高橋5版(p188)。

### 移転
専用実施権の移転は、実施の事業とともにする場合、特許権者の承諾を得た場合、相続その他の一般承継の場合に限られる（77条3項）。また、専用実施権が共有に係る場合、持分の譲渡には他の共有者の同意が必要である（77条5項で準用する73条）。
このように、自由譲渡が認められないのは、専用実施権が特許権者との信頼関係に基づくことが多く、しかも実施内容が特許権者にも大きな意味を持つからである逐条20版(p279)。また、事業とともにする場合には特許権者の承諾がなくとも移転できるとしたのは、そうしないと事業移転により当該発明に関する設備が稼働しなくなる事を懸念したためである逐条20版(p279)。
なお、専用実施権による通常実施権が許諾されていたとしても、専用実施権を移転する際に通常実施権者の許諾を得る必要はない高橋5版(p193)。特許権の移転の時と同様、通常実施権者は移転後の専用実施権者に対して自身の通常実施権を主張できるためである高橋5版(p193)。

### 通常実施権の設定
専用実施権者は、自己の専用実施権について通常実施権を許諾できる（77条4項）。この場合、特許権者の許諾が必要である高橋5版(p189)。このように、専用実施権者についての通常実施権の許諾に特許権者の承諾が必要だとされたのは、専用実施権が特許権者との信頼関係に基づくことが多く、しかも実施内容が特許権者にも大きな意味を持つからである逐条20版(p279)。また、専用実施権が共有に係る場合、さらに他の共有者の同意が必要である（77条5項で準用する73条）。

### 質権設定
専用実施権者は、自己の専用実施権に質権を設定できるが、その際には特許権者の許諾が必要である（77条4項）。また、専用実施権が共有に係る場合、質権の設定にはさらに他の共有者の同意が必要である（77条5項で準用する73条）。専用実施権の質権の対抗要件は特許原簿への登録である（27条3項、98条3項）。質権者は別途契約しない限り発明を実施できない（95条）。
なお、質権とした場合のその実行については、民事執行法193条が適用される逐条20版(p311)。この場合、実施権の対価や発明の実施に対して受け取る金銭その他のものにも質権の実行を行うことができる。なお、「発明の実施に対して受け取る金銭」には、実施料のみならず損害賠償請求権等の債権を含む（96条）逐条20版(p312)。

### 消滅
専用実施権は以下の事由で消滅する。
- 特許権の消滅（この場合には当然に専用実施権も消滅する高橋5版(p190)）。
- 専用実施権の設定行為で規定された期間の満了高橋5版(p190)
- 専用実施権の放棄（97条2項、前述）高橋5版(p190)[4]
- 独占禁止法100条による専用実施権の取り消し高橋5版(p190)
- 専用実施権者と特許権者が同一になったときの混同（特許登録令施行規則34条）高橋5版(p190)

特許権と違い（76条）、専用実施権の場合は相続人が存在しない場合に関する規定が特許法にはないので、専用実施権が消滅した場合には契約等で別途定めがない限り、民法959条に従い国庫に帰属する高橋5版(p190)。
専用実施権の消滅は、特許原簿への登録が効力発生要件である（98条2項1号前述）高橋5版(p190)が、特許権の消滅、または混同による専用実施権の消滅は、特許原簿への登録を要しない。混同の場合はその前提として移転の登録があるからである逐条20版 (p315)。また、特許権が消滅した場合、専用実施権も当然消滅するからである逐条20版 (p315)。

## 許諾による通常実施権
通常実施権とは、所定の範囲で、特許発明を実施できる権利である（77条）通常実施権が共有に係る場合、通常実施者の特許発明の実施については他の共有者の同意は不要である（73条2項不準用）。
通常実施権は債権なので、特許権者に対して発明実施の許諾を請求できる権利にすぎず高橋5版(p191)、専用実施権のような第三者に独占排他性を主張できる権利とは異なる。したがって、通常実施権を許諾しても特許権者自身は特許発明を実施できる逐条20版(p280)。また通常実施権は有体物の債権である賃借権に類似しているものの、無体物である発明は実施に際し有体物のような引き渡しを必要としないので、引き渡し請求ができる賃借権と違い、発明実施の許諾を請求できる不作為請求権であるといえる高橋5版(p192)。また賃借権では無償の契約と有償の契約は区別されるが、通常実施権にはそのような差異はない高橋5版(p192)。
また、通常実施権者は設定されていても、差止請求権、損害賠償請求権も否定する立場が多数説である高橋5版(p195)。また、特許権者は、通常実施権者の許諾がなくても特許権を譲渡できるが、譲渡前に通常実施権が許諾されていた場合は、登録なしで当事者間の意思により効力が発生し、第三者対抗要件は民法の規定が適用される（通常実施権の当然対抗制度）特許庁1。なお、特許権者が特許権の放棄（97条１項）、訂正審判請求による特許発明の変更（127条）をする場合は、通常実施権者の許諾は不要である。
以下、許諾による通常実施権について説明する。

### 発生
通常実施権は、特許権者または専用実施権者による許諾により発生する（78条1項、77条4項）。ここで、特許権から直接派生する通常実施権を特許権についての通常実施権といい、専用実施権から派生する通常実施権を専用実施権についての通常実施権という。これらの通常実施権は、設定・移転・質権設定で許諾を得る対象に差が生じる。例えば通常実施権に対して質権を設定したい場合、前者であれば特許権者のみに承諾を貰えば質権が設定できるが、後者の場合は特許権者と専用実施権双方の承諾を必要とする（94条2項）。なお、特許権・専用実施権が複数人で共有されている場合は、通常実施権の許諾には共有者全員の同意が必要である（73条）。
許諾による通常実施権は、専用実施権と同様、特許権者若しくは専用実施権者との契約により発生する事がほとんどだが高橋5版(p192)、単独行為である遺言でも発生する高橋5版(p188)。なお、特許権または専用実施権が複数人で共有されている場合は、通常実施権の許諾には共有者全員の同意が必要である（73条）。通常実施権の設定には登録を必要とせず、当事者間の意思により効力が発生し、第三者対抗要件は民法の規定が適用される（通常実施権の当然対抗制度）特許庁1。すなわち、特許権が移転した場合、特許権譲渡後も通常実施権を主張できる（99条）高橋5版(p193)。なお過去には通常実施権の登録制度があったが、登録によって契約内容が第三者に明らかになってしまうことや通常実施権の登録が必須でなかったことなどにより、通常実施権の許諾うち登録されるものが1%に満たなかったため、平成23年改正において通常実施権の登録制度は廃止された。

### 移転
許諾による通常実施権については、実施の事業とともにする場合、特許権者の承諾を得た場合、相続その他の一般承継の場合に限りに移転できる（94条1項）。通常実施権が共有に係る場合、持分の譲渡には他の共有者の同意が必要である（95条6項で準用する73条）。また、事業とともにする場合には特許権者の承諾がなくとも移転できるとしたのは、そうしないと事業移転により当該発明に関する設備が稼働しなくなる事を懸念したためである逐条20版(p279)。

### 質権設定
通常実施権者は、自己の通常実施権に質権を設定できるが、その際には特許権者等の承諾が必要である。通常実施権の質権の対抗要件は民法364条に従う高橋5版(p193)。また、通常実施権が共有に係る場合、質権の設定にはさらに他の共有者の同意が必要である（95条6項で準用する73条）。なお、質権とした場合のその実行については、民事執行法193条が適用される逐条20版(p311)。この場合でも、実施権の対価や発明の実施に対して受け取る金銭その他のものにも質権の実行を行うことができる。

### 消滅
許諾による通常実施権は以下の場合に消滅する：
- 特許権の消滅高橋5版(p198)
- 専用実施権についての通常実施権の場合における専用実施権の消滅高橋5版(p198)
- 設定行為で定められた期間の満了高橋5版(p198)
- 許諾契約解除高橋5版(p198)
- 通常実施権の放棄（97条3項）高橋5版(p198)[6]
- 通常実施権の取り消し（独占禁止法100条）高橋5版(p198)
- 通常実施権者と特許権者若しくは専用実施権者が同一になった場合の混同高橋5版(p198)

特許権と違い（76条）、通常実施権の場合は相続人が存在しない場合に関する規定が特許法にはないので、専用実施権が消滅した場合には契約等で別途定めがない限り、民法959条に従い国庫に帰属する高橋5版(p190)。専用実施権と異なり、通常実施権の消滅は、効力発生要件には特許原簿への登録は不要である。

### 独占的通常実施権
専用実施権はその強力な権利が嫌われて高橋5版(p188)、2012年1年間で295件しか登録がない高橋5版(p188)。専用実施権が設定されるのは、特許権者と専用実施権者が密接な関係にある場合がほとんどで高橋5版(p189)、たとえばある会社の代表取締役である特許権者が自身の経営する会社を専用実施権者に設定するような場合や高橋5版(p189)、特許権者である外国企業が国内系列企業を専用実施権者に設定する場合などがある高橋5版(p189)。
そこで専用実施権を利用する代わりに、通常実施権を許諾した上で他のものには通常実施権を許諾しない旨の契約を特許権者と結ぶことがある。このような通常実施権を独占的通常実施権という。実施権者が一人しかいないという点で、独占的通常実施権は専用実施権と類似しているが、あくまで通常実施権であるので、特許権者自身も発明を実施できる。特許権者自身の発明実施をも契約で禁止した独占的通常実施権を完全独占的通常実施権という。なお、特許権者が独占的通常実施権を許諾後、他者に通常実施権を許諾しても、契約違反ではあるが特許法上は適法である高橋5版(p197)。
以上に述べたこと以外にも独占的通常実施権と専用実施権では、差止請求権、損害賠償請求権があるかに関して差異がある。専用実施権では差止請求権、損害賠償請求権の双方とも認められる。独占的通常実施権の場合は、独占的通常実施権者固有の損害賠償請求権を許容するのが通説であり高橋5版(p196)、多くの裁判例でも肯定されている高橋5版(p196)村井2012(p47)。独占的通常実施権者に差止請求権を認めるか否かには議論があり、判例が分かれている村井2012(p47)。

## 法定通常実施権
法定通常実施権は特許権者や専用実施権者の意志とは関係なく、公益上の必要性や当事者間の衡平のために法律の規定によって発生する通常実施権である高橋5版(p198)。法定通常実施権の発生には、契約を必要としないので、特許権侵害訴訟において、特許権者から訴訟を提起された被告が法定通常実施権を有するか否かが争点になることがある。移転・質権設定・消滅の要件は、許諾による通常実施権と同様である。

### 職務発明に基づく通常実施権
従業者等が職務発明について特許を受けたとき、使用者等に認められる法定通常実施権である（35条1項）。また、職務発明について特許を受ける権利を承継した者がその発明について特許を受けたときも同様に、使用者等はその特許権の通常実施権を有する（同項）。
この通常実施権の範囲は特許発明の全範囲、対価は不要、対抗要件も不要である高橋5版(p199)。従業員が特許権を移転しても、この通常実施権を当然に主張できる高橋5版(p199)。
この規定があるのは、職務発明には使用者等も直接間接にその完成に貢献していることを参酌し、従業員等と使用者等の間の衡平性を保つ為である逐条20版(p117)。

### 審査請求期間徒過後で救済が認められるまでの間の実施による通常実施権
特許出願の審査請求において、審査請求期間が過ぎた後でも、それが故意でなければ審査請求できる。その際、すでに当該発明を実施若しくはその準備をしていた者に対してを認められる通常実施権である（48条の3第8項）。この通常実施権は、以下の要件：
- 特許出願の審査請求の期限内に審査請求しなかったため出願を取り下げたものとみなされ、（48条の3第4項、同条7項に規定された同条5項に対する同条4項の準用）その旨が掲載された特許公報（第１公報）が発行されたこと
- その後、期限内に審査請求できなかったことが故意でないことによりを提出して審査請求をして（48条の3第5項）その旨が掲載された特許公報（第２公報）が発行されたこと
- そして、その特許出願に係る特許権の設定の登録があったこと

を満たす場合であって、第１公報の発行後、第２公報の発行前において、
- 善意であること、すなわち、以上の事由を知らなかったこと
- 日本国内において当該発明の実施である事業をしている者又はその事業の準備をしている者であること

である場合、その実施又は準備をしている発明及び事業の目的の範囲内でその特許権について認められる（48条の3第8項）。ここで、当該通常実施権について、対価は不要であり、対抗要件も不要である高橋5版(p205)。

### 先使用による通常実施権
特許出願した発明を、先使用者がいた場合、先使用者は実施又は準備をしている発明及び事業の目的の範囲内において、その特許出願に係る特許権について認められる法定通常実施権である（79条）。先使用による通常実施権を先使用権ともいう高橋5版(p199)。この通常実施権は、以下の要件：
- 特許出願に係る発明の内容を知らないで自らその発明をし、又は特許出願に係る発明の内容を知らないでその発明をした者から知得したこと（発明の知得の経路が正当であること[9]）。
- 日本国内において当該発明の実施である事業をしている者又はその事業の準備をしている者であること

を満たす場合、その実施又は準備をしている発明及び事業の目的の範囲内でその特許権について認められる（79条1項）。ここで、先使用者権に対しては対価は不要、対抗要件も不要で、移転後も通常実施権を当然に主張できる高橋5版(p201)。

### 特許権の移転の登録前の実施による通常実施権
74条1項に規定の特許権移転請求時の法定通常実施権である（79条の2）。ここで、特許権移転請求制度とは、共同出願の規定（38条）若しくは冒認出願の規定（123条1項6号）に該当したとき（123条1項2号、4号）に、特許を受ける権利を有する者が特許権を移転するよう請求できる特例をいう逐条20版(p275)（74条1項）。この通常実施権は、以下の要件：
- 特許権移転請求に基づく特許権の移転の登録の際現に、その特許権、専用実施権若しくは許諾による通常実施権を有すること
- 上記移転の登録前に、共同出願の規定（38条）若しくは冒認出願の規定（123条1項6号）に該当することを知らない

- 日本国内において特許発明の実施である事業をしているもの又はその事業の準備をしていること

を満たす場合、その実施又は準備をしている発明及び事業の目的の範囲内でその特許権について認められる（79条の2第1項）。この場合、移転後の特許権者は、この通常実施権について相当の対価を受ける権利を有する（79条の2第2項）。また、特許権が移転されてもこの通常実施権を主張できる（99条）高橋5版(p202)。

### 無効審判の請求登録前の実施による通常実施権
特許が無効理由を有することを知らずにその発明の実施の事業又は事業の準備をしている者に認められる法定通常実施権（中用権）である（80条）。これは、善意の実施者を保護するための規定である高橋5版(p202)。この通常実施権は、以下の要件：
- 無効審判の請求の登録（予告登録）前に、以下の場合に該当する原特許に係る特許権者、専用実施権者、特許権若しくは専用実施権についての通常実施権者（原特許権者等）であること
  - 同一発明について他の特許があって、特許が無効になった場合（80条1項1号）
  - 特許を無効にして、正当な権利者に特許をした場合（80条1項2号）

- 特許無効審判の請求の登録前に、原特許が無効理由に該当することを知らない
- 日本国内において当該発明の実施である事業をしているもの又はその事業の準備をしていること

を満たす場合、その実施又は準備をしている発明及び事業の目的の範囲内でその特許権について認められる（80条1項）。この場合、他の特許権に係る特許権者若しくは専用実施権者は、原特許権者等から相当の対価を受ける権利を有する（80条2項）。
上述した80条1項1号は、例えば先願主義の規定（39条）により特許が無効になった場合である。
上述した80条1項2号は、たとえば同一発明に係る２つの特許出願がされたケースにおいて、後願が過誤で登録され、先願がまだ係属中である場合が該当する逐条20版(p286)。
なお80条の文言上は、先願が無効になった場合の先願特許権者、後願が無効になった場合の後願特許権者の両者に1号、2号の中用権が与えられることになる。しかし、先願と抵触した後願はそもそも特許実施できないはずであるから、80条1項1号の中用権は前者のみに与えられると解釈されるべきである高橋5版(p203)。一方80条1項2号に関しては、後願を実施した段階では先願はまだ登録されていないので、80条1項2号の中用権は前者、後者のどちらにも与えてもよいことになる高橋5版(p203)。

### 意匠権の存続期間満了後の通常実施権
ある特許出願が出願と同日ないしそれ以前に意匠登録出願された意匠権に抵触し、その意匠権の存続期間が満了したときの法定通常実施権である（81条、82条）。この通常実施権は、以下の要件：
- 特許出願の日前又は同日の意匠登録出願に係る意匠権（先願意匠）が、当該特許権（後願特許）と抵触すること
- このような先願意匠権の存続期間が満了したときに、意匠権者、専用実施権者、意匠権若しくは専用実施権についての通常実施権者であった者

を満たす場合、原意匠権、存続期間の満了の際に存ずる実施権の範囲内で、原意匠権者等は、後願特許または先願意匠権の存続期間の満了の際に存ずる専用実施権について認められる（81条、82条1項）。この場合、原意匠権者は対価が不要であるが、原意匠権者の実施権者は、後願特許権者に相当の対価を払わねばならない（82条2項）。対抗要件は不要であり高橋5版(p204)、特許の移転後もこの通常実施権を当然に主張できる高橋5版(p204)。
なお本条の規定とは逆に、意匠登録出願のほうが特許出願より早かった場合は、その意匠は実施できない（意匠法26条）。

### 再審により回復した特許権の効力の制限としての通常実施権
特許権が再審により回復したとき等の法定通常実施権法定通常実施権である（175条）。後用権ともいう。この通常実施権は、
- 取り消し若しくは無効にした特許に係る特許権、無効にした存続期間の延長登録に係る特許権が再審により回復したとき、
- 拒絶をすべき旨の審決があつた特許出願について再審により特許権の設定の登録があつたとき
- 拒絶をすべき旨の審決があつた特許権の存続期間の延長登録の出願について再審により特許権の存続期間を延長した旨の登録があつたとき

のいずれかに該当する場合であって、当該取消決定又は審決が確定した後、再審の請求の登録前に、
- 善意であること、すなわち、以上の事由を知らなかったこと
- 日本国内において当該発明の実施である事業をしている者又はその事業の準備をしている者であること

を満たす場合、当該発明の実施である事業をしている者又はその事業の準備をしている範囲内において、その特許権について認められる（175条）。対価は不要、対抗要件も不要である高橋5版(p204)。特許移転後もこの通常実施権を当然に主張できる高橋5版(p204)。

## 裁定通常実施権
裁定通常実施権は裁定という行政処分により強制的に設定される通常実施権の事で高橋5版(p187)、強制実施権とも呼ばれる高橋5版(p187)。ただし裁定通常実施権は2014現在まで一度も適用されたことがない高橋5版(p187)。
裁定通常実施権は、移転に制限があり、事業の実施とともにする場合に限り、移転することができる（94条3項）。また、裁定通常実施権は、その通常実施権者の当該特許権、実用新案権又は意匠権が実施の事業とともに移転したときは、これらに従って移転する（94条3項、4項）。また、その特許権、実用新案権又は意匠権が実施の事業と分離して移転したとき、又は消滅したときは消滅する（94条3項、4項）。また、裁定通常実施権者は特許権者等の承諾がなくても質権を設定できる（94条2項反対解釈）。

### 不実施の場合の通常実施権
特許出願から４年経過後、日本国内で継続して３年以上適当に実施されていない場合に対する裁定通常実施権である（83条）。ここで、「適当に実施されていない」とは、形式的な実施のみをしていることを含むと解される。「継続して3年以上」であるので、過去にその特許発明を実施したことがあっても、その実施を終了して3年が経過すれば適用される逐条20版(p291)が、3年以上その特許発明を実施していない期間が過去にあったとしても、現在実施していれば適用されない逐条20版(p291)。
上記の要件を満たす場合、通常実施権を許諾するよう特許権者又は専用実施権者に協議を求めることができ（83条1項）、この協議をしても成立しなかったり、相手方が協議に応じない等の理由でそもそも協議ができない場合逐条20版(p291, 159)、特許庁長官の裁定を請求できる（83条2項）。

### 自己の特許発明を実施するための通常実施権
取得した特許権が他人の特許発明、登録実用新案、登録意匠等を利用するものであるとき、または、他の知的財産権に抵触したとき（72条）に対する裁定通常実施権である（92条）。
発明（後願発明）に対して特許権が与えられたとしても、その発明が、先に出願された他人のの特許発明、登録実用新案、登録意匠（若しくは登録意匠に類似する意匠）を利用する場合は、業としてその特許発明の実施をすることができない（72条）。同様に特許権が先に出願された他人の意匠権若しくは商標権と抵触するときも業としてその特許発明の実施をすることができない（同条）。これを先願優位の原則という。
この場合、後願発明に係る特許権者又は専用実施権者は、先願に係る特許権者等に対し、自己の特許発明を実施するための通常実施権を許諾するよう協議を求めることができる（92条1項）。このような協議を求められたら、先願に係る特許権者等は、後願発明に係る特許権者又は専用実施権者に対し、上記通常実施権の許諾を受けて実施する特許発明内の範囲内において、通常実施権を許諾するよう協議を求めることができる（92条2項）。
これらの協議が成立しない若しくはそもそも協議をすることができないときは、どちらも特許庁長官の裁定を請求することができる（92条3項、4項）。ここで、先願に係る特許権者等からの裁定の請求は、後願発明に係る特許権者又は専用実施権者の裁定の請求があり、先願に係る特許権者等が答弁書を提出すべき期間として特許庁長官が指定した期間内に限りすることができる（92条4項）。
このように、後願発明に係る特許権者又は専用実施権者と、先願に係る特許権者等が互いに通常実施権の許諾を求めることができることから、この実施権はクロス裁定通常実施権と呼ばれることがある。
上記の裁定請求に対して特許庁長官は、通常実施権を設定することがいずれか一方の利益を不当に害することとなるときは、通常実施権を設定すべきとの裁定をすることはできない（92条5項）。また、後願発明に係る特許権者又は専用実施権者の裁定請求で通常実施権の設定を裁定しなかったときは、先願に係る特許権者等の裁定請求でも通常実施権の設定を裁定できない（92条6項）。

### 公共の利益のための通常実施権
特許発明の実施が公共の利益のため特に必要であるときに対する裁定通常実施権である（93条）。特許発明の実施をしようとする者は、通常実施権を許諾するよう特許権者又は専用実施権者に協議を求める事ができる（93条1項）。しかし協議が成立しない若しくは協議をすることができないときは、経済産業大臣の裁定を請求できる（93条2項）。

## 仮専用実施権・仮通常実施権
仮専用実施権・仮通常実施権は、特許出願の段階で設定・許諾する仮の専用実施権・通常実施権である。専用実施権・通常実施権と同様、設定・許諾する範囲に条件を課すことができるが、この条件は特許出願の願書に最初に添付した明細書、特許請求の範囲又は図面に記載した事項の範囲内でなければならない（34条の2第1項、33条の3第1項）。
仮専用実施権は特許を受ける権利を有するものが設定でき、仮通常実施権は特許を受ける権利を有するもの、及び特許を受ける権利を有するものから承諾を得た仮専用実施権が許諾できる（34条の2第1項、34条の3第1項、34条の2第4項）。
出願が特許登録されたら、仮専用実施権者・仮通常実施権者はそれぞれ、前述した条件範囲に対して専用実施権の設定、仮通常実施権の許諾がなされたものとみなされる（34条の2第2項、34条の3第2項、同条第3項）。

### 発生
特許を受ける権利を有するものは、仮専用実施権・仮通常実施権は特許出願の願書に最初に添付した明細書、特許請求の範囲又は図面に記載した事項の範囲内に対して設定できる（34条の2第１項、34条の3第１項）。すなわち、仮専用実施権・仮通常実施権は、特許を受ける権利ではなく、それに基づいて取得すべき特許権について設定・許諾される。
また仮専用実施権者は特許を受ける権利を有する者の承諾を得れば、他人に仮通常実施権を許諾できる（34条の2第4項）
特許を受ける権利が複数の者で共有されているときは、他の共有者の同意を得なければ、仮専用実施権の設定・仮通常実施権の許諾をすることができない（33条4項）

### 別出願への付随
別段の定めがない限り、分割出願がされた場合には、分割出願にも仮専用実施権、仮通常実施権が設定・許諾されたものとみなされる（34条の2第5項、34条の3第6項）。また、このとき仮専用実施権が設定されたとみなされたときは、別段の定めがない限り、元の出願で仮専用実施権者から仮通常実施権を得た者にも分割出願について仮通常実施権が許諾されたものとみなされる（34条の３第7項）
仮通常実施権者が許諾された特許出願にもとづいて、国内優先権を主張して別の特許出願を行った場合は、別段の定めがない限り、その仮通常実施権者は、優先権を主張した別出願についても同じ発明に係る仮通常実施権が許諾されたものとみなされる（34条の3第5項）。一方、仮専用実施権に対しては同様の規定はないが、出願人は、仮専用実施権者の同意がなければ国内優先を主張できない（41条1項但書）。
実用新案登録出願若しくは意匠登録出願に仮通常実施権が許諾された場合、当該実用新案登録出願若しくは意匠登録出願を特許出願に変更した場合には、別段の定めがない限り、変更後の特許出願に仮通常実施権が許諾されたものとみなされる（34条の3第8項、意匠法5条の2第1項）。

### 移転
仮専用実施権・仮通常実施権は、発明の実施の事業とともにする場合、特許を受ける権利を有する者の承諾を得た場合、相続その他の一般承継の場合のいずれかに該当する場合に限り、移転することができる（34条の2第3項、34条の3第4項）。仮専用実施権者の許諾を得て仮通常実施権を取得した場合は、移転に際して特許を受ける権利を有する者と仮専用実施権者の両方の承諾を得なければならない（34条の3第4項かっこ書）。また仮専用実施権、仮通常実施権を共有しているときは自身の持ち分を譲渡するには他の共有者の同意が必要である（34条の2第8項及び34条の3第12項で準用する33条3項）。

### 質権の設定
仮専用実施権、仮通常実施権は質権の目的にできない（34条の2第8項及び34条の3第12項で準用する33条2項）。

### 仮通常実施権の許諾
仮専用実施権者は、仮専用実施権について取得すべき専用実施権について、他人に仮通常実施権者を許諾できる（34条の2第4項）。この場合、特許を受ける権利を有する者の許諾が必要である（同項）。仮専用実施権を共有しているときは、他の共有者の同意がない限り、他人に仮通常実施権を許諾できない（34条の2第8項及び34条の3第12項で準用する33条4項）。

### 消滅
仮通常実施権を設定した仮専用実施権者は、その仮通常実施権者の承諾を得た場合のみ、仮専用実施権を放棄できる（34条の3第7項）
特許が成立した場合には、仮専用実施権、仮通常実施権は消滅し、それぞれ専用実施権、通常実施権になり、発展的に消滅する。また特許出願の放棄、取り下げ、却下又は拒絶査定若しくは拒絶審決の確定によって仮専用実施権と仮通常実施権は消滅する（34条の2第6項、34条の3第10項）。また、仮専用実施権に基づく仮通常実施権は、仮専用実施権が消滅したときは消滅する（34条の3第11項）。